# مامایی

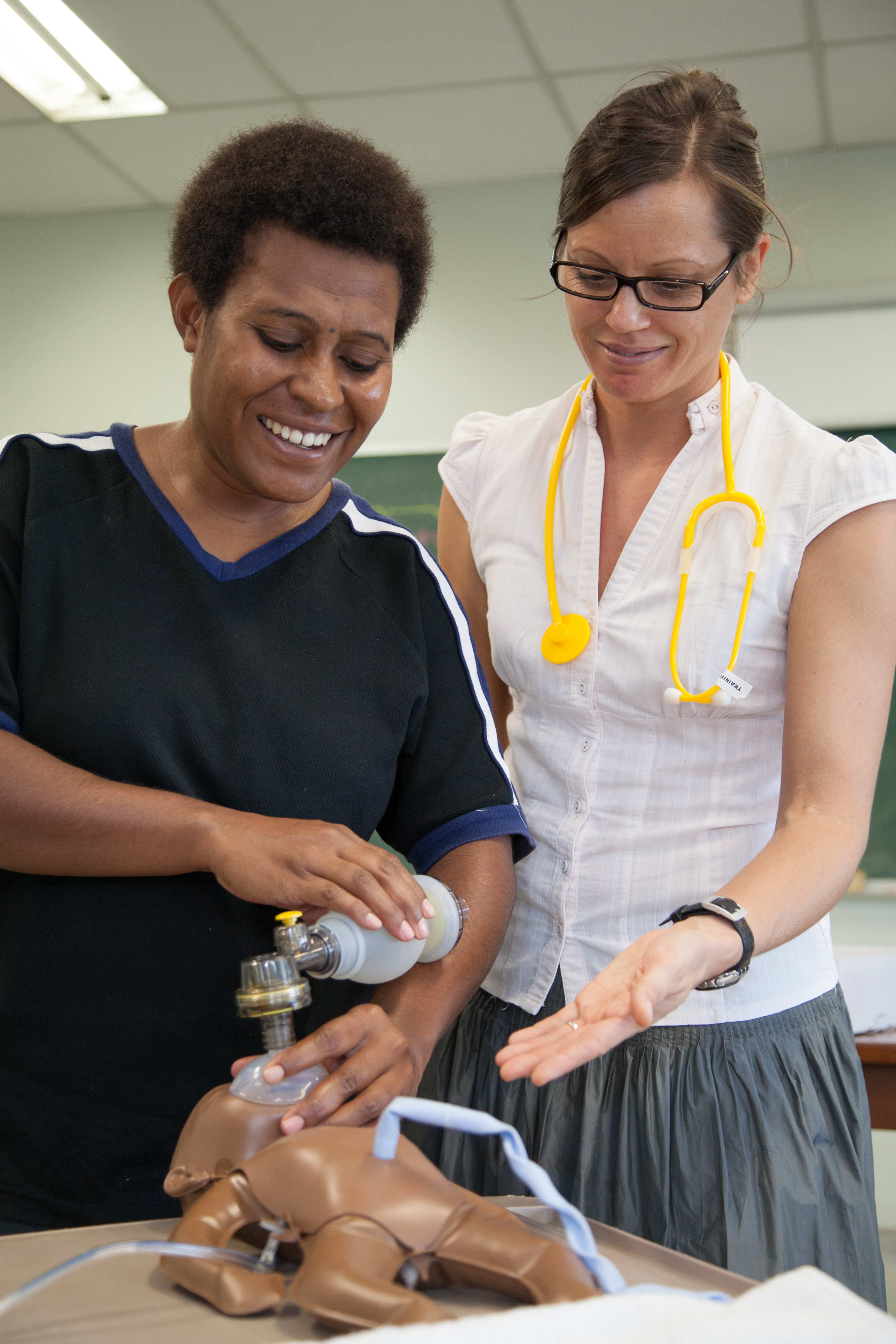
دو ماما در دورۀ آموزش

مامایی (به انگلیسی: Midwifery) رشته‌ای از گروه «علوم پزشکی و بهداشت» است و به بارداری، زنان، زایمان و مشاوره می‌پردازد. مامایی یکی از پر طرفدارترین رشته‌های دنیا به‌خصوص برای بانوان است و اولین رشته دارای مجوز مطب در مقطع لیسانس و حق تجویز دارو، آزمایش و سونوگرافی است و این رشته در مقطع کارشناسی ارشد دارای ۵ گرایش مختلف: مامایی در پزشکی قانونی، بهداشت مادر و کودک، بهداشت باروری، آموزش مامایی و مامایی در بلایا و سوانح بوده و رشته مشاوره در مامایی نیز از رشته‌های ایجاد شده در سال‌های اخیر برای رفع نیازهای مشاوره ای زنان می‌باشد. در حال حاضر دو رشته دکترای تخصصی مامایی و بهداشت باروری در مقطع پی‌اچ‌دی وجود دارد و خدمات زنان باردار کم خطر توسط بخش مامایی صورت می‌گیرد.
هدف از علم مامایی سلامت مادر و نوزاد است. در گذشته نه چندان دور اطلاعات دربارهٔ سلامت جنین منحصر به شنیدن صدای قلب جنین و رشد ظاهری رحم بود. هرچند این دو علایم به نوبه خود دارای اهمیت ویژه‌ای است ولیکن بسیار محدود و ناکافی بود در حالی که با پیشرفت فناوری و کاربرد آن در رشته مامایی اطلاعات را دربارهٔ حیات جنین تا بدان جا رسانده که قادر هستیم لحظه به لحظه خطرات احتمالی که ممکن است زندگی جنین را در داخل رحم به مخاطره بیندازد شناسایی نموده و در صورت لزوم در صدد رفع آن برآییم به طوری که در حال حاضر جنین به مثابۀ بیمار دوم محسوب می‌شود.
مامایی شامل مباحثی از جمله بارداری و زایمان و بیماری‌های زنان، جنین‌شناسی، نوزادان و مراقبت‌های مربوط، بهداشت، تغذیۀ مادر و کودک و تنظیم خانواده و ژنتیک، فارماکولوژی، آناتومی، بیماری‌های داخلی و جراحی و غیره می‌باشد. 

## در ایام قدیم
ماما در گذشته، به قابله گفته می‌شد که به صورت تجربی، در کار زایمان زنان استاد بود و به آنان در زائیدن طفلشان کمک می‌کرد و گاهی در سایر امور مربوط به بیماری‌های زنان مانند سقط جنین و نازایی نیز مداخله می‌کردند. تا پیش از فراگیر شدن پزشکی نوین و ظهور ماماها در ایران و تا اوایل دورۀ پهلوی اول، تقریباً تمامی امور مربوط به زایمان را برعهده داشتند. در برخی از شهرهای ایران از جمله در تهران، ماماهای یهودی بر ماماهای مسلمان برتری داشتند.
در قدیم، در بخش‌هایی از خاورمیانه کسانی که به این شغل مشغول بودند، عمل ختنۀ دختران را نیز انجام می‌دادند. همچنین پیش از این که ماما مشغول به کار شود به او غذای مقوی می‌دادند تا او بتواند با توان کافی بچه را بزایاند. در گذشته ماماها وقتی به دلیل نوع استخوان‌بندی مادر و هر علت دیگر، مطمئن می‌شدند که نمی‌توانند کودک را به دنیا بیاورند و می‌پنداشتند مادر و فرزند خواهند مرد، با اجازۀ ولی زن، برای زنده ماندن کودک شکم مادر را می‌دریدند تا کودک زنده متولد گردد.

### زمان زایمان
در گذشته، پیش از زایمان، ماما با استفاده از روغن بادام شکم زن زائو را چرب نموده و برای زیاد شدن درد وی، گل بومادران را جوشانده و به وی می‌نوشاند. داخل سینی یا مجمعه یا سفرۀ چرمینی خاکستر الک کرده می‌ریخت و روی آن پارچه‌ای می‌انداخت (برای جلوگیری از نشت خونابه). در اطراف مجمعه چند خشت می‌نهاد تا پای زائو را بر آن نهند. گاه یک تنگ رویی یا قلیان به زائو داده می‌شد تا در آن بدمد.